# A Bola
A Bola (букв. з португальської «м'яч», у ширшому значенні «футбольна гра») — португальська спортивна газета, що публікується в Лісабоні.
Була заснована 1945 року Кандіду ді Олівейрою, тодішнім головним тренером футбольної збірної Португалії, і Антоніу душ Рейшом, колишнім очільником національної футбольної команди. Від початку виходила двічі на тиждень, з 1995 року стала щоденною. Позиціонується як загальноспортивна газета, проте переважна більшість матеріалів присвячуються футболу.
З сезону 1952/53 присуджує нагороду «Срібний м'яч» (порт. Bola de Prata) найкращому бомбардиру сезону в португальській Прімейрі.
Одна з найпопулярніших португальських газет у світі, розповсюджується у португаломовних країнах Африки, а також серед громад португальських емігрантів за кордоном. З 2006 року друкується в американському Ньюарку, місті з великою португальською діаспорою.
У 2014 році стартував однойменний телеканал.